# Хотінь (Сяноцький повіт)
Хотінь (пол. Choceń) — колишнє лемківське село у Підкарпатському воєводстві Республіка Польща, Сяноцького повіту, гміна Загір'я. 

## Розташування
Знаходилось за 16 км на південь від Загір'я, 20 км на південь від Сяніка  і 75 км на південь від Ряшева. 

## Історія
У 1772—1918 роках — у складі Австро-угорської монархії. В селі була церква Покрови Пресвятої Богородиці, яка належала до парафії Середнє Велике Вільховецького деканату Перемиської єпархії. У 1830 році в селі нараховувалося 194 греко-католики, в 1869 — 269 греко-католиків.
У 1919—1939 роках — у складі Польщі. Село належало до Ліського повіту Львівського воєводства. У 1934-1939 роках село перебувало у складі ґміни Лукове.
На 1 січня 1939 року в селі було переважно лемківське населення: з 270 жителів села — 260 українців-греко-католиків і 10 євреїв
У середині вересня 1939 року німці окупували село і у 1941—1943 роках винищили євреїв. У вересні 1944 року радянські війська оволоділи територією села. Після Другої світової війни Закерзоння, попри сподівання українців на входження в УРСР, було віддане Польщі, все українське населення було піддане етноциду — насильно переселене як до СРСР так й до північно-західної Польщі — Повернених Земель. Село знелюдніло і зникло.

## Церква
У 1870 році була збудована нова дерев'яна церква Покрови Пресвятої Богородиці. До виселення українців у селі була філіяльна греко-католицька церква, яка належала до парафії Середнє Велике Ліського деканату Перемиської єпархії. Після виселення українців церква зруйнована і в лісі є сліди підмурівку.